# Villeneuve-du-Paréage

Villeneuve-du-Paréage este o comună în departamentul Ariège din sudul Franței. În 1 ianuarie 2022 avea o populație de 752 de locuitori.